# امتحان نهایی (فیلم)
امتحان نهایی فیلمی در ژانر درام-اجتماعی به کارگردانی عادل یراقی، نویسندگی عادل یراقی و عباس کیارستمی و تهیه‌کنندگی مصطفی شایسته محصول سال ۱۳۹۴ ایران است.
طرح اولیه فیلمنامه این فیلم کار عباس کیارستمی است و نویسندگی آن نیز برعهده عباس کیارستمی و عادل یراقی بوده‌است. «امتحان نهایی» ۸ ماه بعد از فوت عباس کیارستمی اکران عمومی شد.

## خلاصه داستان
فرهاد(شهاب حسینی) در نقش یک معلم ریاضی است که برای تدریس خصوصی به منزل یکی از شاگردانش به نام سعید میرود و این قسمت فیلم آشنایی فرهاد با مادر سعید شروع میشود، که منجر به ازدواج آن ها شده. اما به دلیل شرایط سنی بد و حساس سعید نمی‌تواند فرهاد را به عنوان ناپدری خود قبول کنه که با کمک دوستش غلام تصمیم می گیرند علیه معلمشان   دست به کارهای ناهنجار بزنند که در نهایت منجر به .....

## بازیگران
- شهاب حسینی در نقش فرهاد
- لیلا زارع در نقش مادر سعید
- امیرحسین سلامتی در نقش سعید
- بهنام عسگری در نقش غلام

## پخش
فیلم سینمایی «امتحان نهایی» به کارگردانی عادل یراقی از ۲۸ تیرماه ۱۳۹۶ توسط شرکت تصویر دنیای هنر در شبکه نمایش خانگی توزیع شد.

## جوایز
| سال  | جایزه                         | رده      | نامزد شده  | نتیجه |
| ---- | ----------------------------- | -------- | ---------- | ----- |
| ۲۰۱۶ | جشنواره بین‌المللی فیلم شیکاگو | طلا هوگو | عادل یراقی | برنده |